# Pallavicino (UPL di Palermo)
Pallavicino è la quarantaseiesima unità di primo livello di Palermo, compresa nella VII Circoscrizione. Con il toponimo si indica anche il ventitreesimo quartiere cittadino.  

## Geografia fisica
Pallavicino è situata nella zona settentrionale della città, all'interno della Piana dei Colli. Fino alla seconda metà del Novecento, tale area era contraddistinta da rigogliosi spazi verdi, poi rimpiccioliti a causa della grande espansione edilizia coincidente con la crescita demografica di Palermo al termine della seconda guerra mondiale e con il periodo del boom economico italiano. 

## Storia
Le prime notizie relative alla formazione di un nucleo abitato di una certa consistenza risalgono al XVIII secolo, in seguito alla fondazione di una chiesa parrocchiale per volontà dell'abate Pietro Pallavicino (appartenente alla dinastia dei Pallavicino). La zona, particolarmente salubre, era già conosciuta dalla nobiltà del tempo che l'aveva eletta a luogo di villeggiatura per la primavera e l'autunno. Nel corso dell'Ottocento si ebbe un incremento della borgata conseguente alla fondazione della Real Tenuta della Favorita, per volontà di Ferdinando IV di Borbone. Il XX secolo ha segnato un progressivo assorbimento dell'antico borgo da parte del tessuto urbano e una crescita della densità abitativa, che ha raggiunto la sua massima espansione negli anni Sessanta. Oggi Pallavicino è una zona prettamente residenziale, favorita dalla piccola e media borghesia per il carattere tranquillo del luogo, che nonostante l'importanza data dal collegamento del centro urbano con la frazione di Mondello mantiene un certo grado di isolamento nei confronti del resto della città. 